# Mirosław Pawlak
Mirosław Antoni Pawlak (ur. 2 kwietnia 1942 w Zielonkach) – polski polityk i nauczyciel, poseł na Sejm II, III, IV, V, VI i VII kadencji.

## Życiorys
W 1978 ukończył studia na Wydziale Geograficznym Wyższej Szkoły Pedagogicznej w Krakowie, a w 1986 studia podyplomowe w oddziale doskonalenia nauczycieli w Kielcach. W latach 1962–1964 był nauczycielem, od 1964 do 1966 pracował w Milicji Obywatelskiej. Powrócił następnie do pracy w szkolnictwie, do 1969 był kierownikiem szkoły podstawowej w Piołunce, a od 1969 do 1993 pełnił funkcję dyrektora szkoły podstawowej w Mierzawie. W 1964 wstąpił do Zjednoczonego Stronnictwa Ludowego. W 1993 po raz pierwszy uzyskał mandat posła, utrzymywał go w 1997, 2001 i 2005 jako kandydat Polskiego Stronnictwa Ludowego. W latach 1998–2001 zasiadał także w sejmiku świętokrzyskim.
W wyborach parlamentarnych w 2007 po raz piąty został wybrany do Sejmu, otrzymując w okręgu kieleckim 14 006 głosów. W wyborach w 2011 z powodzeniem ubiegał się o reelekcję, dostał 6317 głosów. W 2014 bez powodzenia kandydował do Parlamentu Europejskiego. W 2015 nie został ponownie wybrany do Sejmu.
Objął funkcję przewodniczącego zarządu Związku Ochotniczych Straży Pożarnych RP w województwie świętokrzyskim.

## Życie prywatne
Syn Stanisława i Heleny. Był żonaty z Heleną (zm. 2011), z którą miał troje dzieci.